# Juliet Aubrey
Juliet Emma Aubrey (n. 17 decembrie 1966, Fleet, Hampshire, Anglia, Regatul Unit) este o actriță britanică. Ea a câștigat premiul BAFTA TV pentru cea mai bună actriță pentru rolul lui Dorothea în serialul BBC Middlemarch. Ea este, de asemenea, cunoscută pentru rolul său ca Helen Cutter în Primeval de la ITV.